# Fons Fraeters

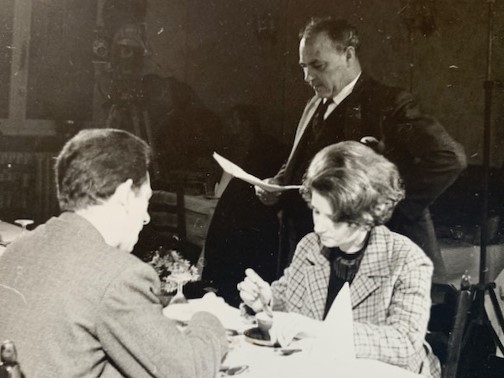
Fons Fraeters, Annie Van Avermaet en Joos Florquin tijdens de voorbereiding van een opname van Hier spreekt men Nederlands

Fons Fraeters (Kalmthout, 19 februari 1936 - Leuven, 25 maart 2009) was een taalkundige en promotor van de Nederlandse taal. Hij werkte jarenlang zowel aan de KU Leuven als voor de openbare omroep. Generaties studenten Germaanse Talen en veel televisiepersoonlijkheden leerden van hem een juiste woordkeuze en een goede uitspraak en intonatie.
Hij is vooral bekend geworden door de tv-rubriek op de BRT - van 1962 tot 1972 - Hier spreekt men Nederlands. Het was in die tijd een van de populairste tv-programma's. Hier spreekt men Nederlands werd enkele malen per week uitgezonden voor het journaal en duurde een vijftal minuten. Fons Fraeters presenteerde samen met Annie Van Avermaet en professor Joos Florquin. Het was de bedoeling de (veelal) dialectsprekende Vlamingen beter Nederlands te leren, zowel wat hun taalgebruik als hun uitspraak betrof. Fons Fraeters interviewde in die tijd ook bekende kunstenaars voor het tv-programma Ten huize van (onder anderen Maurice Gilliams en Louis Paul Boon).
Daarnaast was Fons Fraeters lid van de taalcommissie van de VRT en docent aan het Interfacultair Instituut voor Levende Talen (ILT) van de KU Leuven. Daar heeft Fons Fraeters ook jarenlang anderstalige studenten Nederlands onderwezen, samen met zijn oud-televisiecollega Annie Van Avermaet. Nog steeds organiseert het ILT jaarlijks de zomercursus Nederlands voor anderstaligen onder de naam Zomercursus Joos Florquin.
In 1996 verscheen de taalcursus Vanzelfsprekend, een basismethode waarmee anderstaligen Nederlands kunnen leren. Fons was de presentator van het videogedeelte. Deze NT2-leergang is al jaren een van de succesvolste taalcursussen Nederlands uit Vlaanderen.
Na zijn pensioen heeft Fons Fraeters nog een tournee gemaakt door België, Nederland en Indonesië met toneelgroep Fast Forward, die theater maakte voor anderstaligen die Nederlands leren. Hij speelde samen met onder andere Peter Schoenaerts in 'Meer is altijd beter', een toneelstuk dat de personages uit Vanzelfsprekend op het podium bracht, en door anderstalige studenten met veel enthousiasme onthaald werd.
Fons Fraeters was ook actief bij de Vlaamse Blindenbibliotheek, hij had er een bestuursfunctie en las ook zelf boeken in.
- International Standard Name Identifier: 0000 0003 9472 6621
- Nederlandse Thesaurus van Auteursnamen: 074044796
- Virtual International Authority File: 289267418
- WorldCat: E39PBJmhJxyVqmPc34hdhHRh73